# Agatarc de Samos
Agatarc o Agatarcos de Samos (en llatí Agatharchus, en grec Ἀγάθαρχος) fou un pintor grec natural de Samos i fill d'Eudem. Era contemporani d'Alcibíades i del pintor Zeuxis d'Heraclea i va viure cap a la segona meitat del segle V aC.
No es coneixen les seves obres, però no sembla que fos un artista de gaire mèrit, segons diu Plutarc, i s'enorgullia d'acabar els seus quadres amb gran rapidesa. Plutarc, i sobretot Andòcides més extensament, expliquen que Alcibíades va convidar Agatarc a casa seva amb bones paraules, i que quan va arribar el va mantenir presoner durant tres mesos controlant-lo estrictament fins que no va acabar de decorar casa seva amb un pinzell. Podria ser el mateix Agatarc que va ser una mica anterior a Èsquil.